# Gonzalo Escalante
Gonzalo Escalante (Bella Vista, 1993. március 27. –) argentin labdarúgó, a spanyol Cádiz középpályása.

## Pályafutása
Escalante az argentínai Bella Vistában született. Az ifjúsági pályafutását a Boca Juniors akadémiájánál kezdte.
2015-ben mutatkozott be a Boca Juniors felnőtt keretében. A 2014–15-ös szezonban a Cataniánál szerepelt kölcsönben. 2015-ben a Catania szerződtette. A 2015–16-os idény első felében a spanyol első osztályban szereplő Eibart erősítette kölcsönben. A lehetőséggel élve, 2016 januárjában a spanyol klubhoz igazolt. 2020. szeptember 1-jén négyéves szerződést kötött az olasz első osztályban érdekelt Lazio együttesével. Először a 2020. szeptember 26-ai, Cagliari ellen 2–0-ra megnyert mérkőzés 63. percében, Lucas Levia cseréjeként lépett pályára. Első gólját 2021. február 14-én, az Internazionale ellen idegenben 3–1-es vereséggel zárult találkozón szerezte meg. 2022 és 2023 között a spanyol Alavés és Cádiz, illetve az olasz Cremonese csapatánál szerepelt kölcsönben. 2023. július 1-jén a Cádizhoz írt alá.

## Statisztikák
2023. június 4. szerint
| Klub                   | Szezon   | Osztály          | Bajnokság | Bajnokság | Kupa és Ligakupa | Kupa és Ligakupa | Nemzetközi | Nemzetközi | Összesen | Összesen |
| Klub                   | Szezon   | Osztály          | Meccs     | Gól       | Meccs            | Gól              | Meccs      | Gól        | Meccs    | Gól      |
| ---------------------- | -------- | ---------------- | --------- | --------- | ---------------- | ---------------- | ---------- | ---------- | -------- | -------- |
| Boca Juniors           | 2012–13  | Primera División | 6         | 0         | 0                | 0                | —          | —          | 6        | 0        |
| Boca Juniors           | 2013–14  | Primera División | 5         | 0         | 0                | 0                | —          | —          | 5        | 0        |
| Boca Juniors           | Összesen | Összesen         | 11        | 0         | 0                | 0                | 0          | 0          | 11       | 0        |
| Catania                | 2014–15  | Serie B          | 26        | 1         | 0                | 0                | —          | —          | 26       | 1        |
| Eibar                  | 2015–16  | La Liga          | 34        | 3         | 2                | 0                | —          | —          | 36       | 3        |
| Eibar                  | 2016–17  | La Liga          | 30        | 2         | 5                | 0                | —          | —          | 35       | 2        |
| Eibar                  | 2017–18  | La Liga          | 28        | 1         | 0                | 0                | —          | —          | 28       | 1        |
| Eibar                  | 2018–19  | La Liga          | 32        | 4         | 0                | 0                | —          | —          | 32       | 4        |
| Eibar                  | 2019–20  | La Liga          | 23        | 0         | 1                | 0                | —          | —          | 24       | 0        |
| Eibar                  | Összesen | Összesen         | 147       | 10        | 8                | 0                | 0          | 0          | 155      | 10       |
| Lazio                  | 2020–21  | Serie A          | 24        | 1         | 2                | 0                | 4          | 0          | 30       | 1        |
| Lazio                  | 2021–22  | Serie A          | 1         | 0         | 0                | 0                | —          | —          | 1        | 0        |
| Lazio                  | Összesen | Összesen         | 25        | 1         | 2                | 0                | 4          | 0          | 31       | 1        |
| Alavés (kölcsönben)    | 2021–22  | La Liga          | 17        | 5         | 0                | 0                | —          | —          | 17       | 5        |
| Cremonese (kölcsönben) | 2022–23  | Serie A          | 9         | 0         | 1                | 0                | —          | —          | 10       | 0        |
| Cádiz (kölcsönben)     | 2022–23  | La Liga          | 14        | 4         | 0                | 0                | —          | —          | 14       | 4        |
| Összesen               | Összesen | Összesen         | 249       | 21        | 11               | 0                | 4          | 0          | 264      | 21       |